# 東邦学園短期大学
東邦学園短期大学（とうほうがくえんたんきだいがく、英語: Toho Gakuen Junior College）は、愛知県名古屋市名東区平和が丘三丁目11に本部を置いていた日本の私立大学である。1965年に設置され、2008年に廃止された。大学の略称は東邦短大。

## 概要

### 大学全体
- 愛知県名古屋市名東区に所在した日本の私立短期大学で、設置主体は学校法人東邦学園[1]。
- 1965年に開学。1992年度より2学科体制となるも、2001年度より再び1学科体制となる。
- 2006年度の入学生を最後に[注釈 2]、2008年に短期大学としての使命を終える[2]。

### 建学の精神（校訓・理念・学是）
- 東邦学園短期大学の教育理念：「豊かな人間性と自主・自律の人格をそなえ、新たなコミュニティに生きる市民の育成」

### 教育および研究
- 当初は商業学をベースとした専門教育に特化していたが、後に経営情報教育に重点を置いたことがわかる。
- 一般教育科目には、「アイデンティティの確立」・「地球社会のいま」・「人間とサイエンス」・「コミュニケーション」の各コア科目から構成されていた。

## 沿革
- 1923年
  - 東邦商業学校が創設される。
- 1951年
  - 3月8日 学校法人が成立する[3]。
- 1965年
  - 1月25日 左記を以て文部省[注 2]より短期大学の設置が認可される。[4][5]
  - 4月1日 東邦学園短期大学として以下の学科体制にて開学[6]。
    - 商科 入学定員150名[注 3]

  - 5月1日 学生数[8]/定員
    - 商科 96[注 4]/150
- 1966年
  - 5月1日 学生数[9]/定員
    - 商科 171[注 5]/300
- 1967年
  - 4月1日 商科を商業科に改称[注 6]
  - 5月1日 学生数[12]/定員
    - 商業科 350[注 7]/300
- 1985年
  - 4月1日 商業科の入学定員を150→225に増員[注 8]
  - 5月1日 学生数[18]/定員
    - 商業科 525[注 9]/375
- 1986年
  - 4月1日 商業科の入学定員を225→400に増員[注 10]。
  - 5月1日 学生数[22]/定員
    - 商業科 677[注 11]/625
- 1987年
  - 4月1日 商業科を商経科に学名変更し、以下の通り専攻分離する[23]。
    - 商業実務専攻 入学定員125名[注釈 3]
    - 経営実務専攻 入学定員125名[注釈 3]
    - 秘書専攻 入学定員150名[注釈 3]

  - 5月1日 学生数[25]/定員
    - 商経科 920[注 12]/800
- 1992年
  - 4月1日 商経科経営実務専攻を以下の学科に改組[注 13]
    - 経営情報科 入学定員170名[注 14]
- 1992年
  - 5月1日 学生数[注 15]/定員
    - 商経科 812[注 16]/675
    - 経営情報科 194[注 17]/170
- 1993年
  - 5月1日 学生数[31]/定員
    - 商経科 685[注 18]/550
    - 経営情報科 409[注 19]/340
- 1999年
  - 5月1日 学生数[32]/定員
    - 商経科 417[注 20]/550
    - 経営情報科 42-[注 21]/340
- 2000年
  - 4月1日 以下の学科については、この年度で学生募集を最終とする[注 22]。
    - 商経科
      - 商業実務専攻
      - 秘書専攻
- 2001年
  - 4月1日 経営情報科の入学定員を170[34]→150に減員[33]。
- 2002年
  - 5月29日 以下の学科・専攻については左記をもって正式に廃止とする[35]。
    - 商経科
      - 商業実務専攻
      - 秘書専攻
- 2006年
  - 4月1日 この年度で短期大学としての学生募集を最終とする[注釈 2]。
- 2008年
  - 9月22日 左記をもって文部科学省より正式に廃止の認可が下りる[2]。

## 基礎データ

### 所在地
- 愛知県名古屋市名東区平和が丘3-11[注釈 1]

### 象徴
- 東邦学園短期大学のカレッジマークはデザイン化された「大」の文字をベースに横に「東邦」の文字が記されたものとなっていた[36]。

## 教育および研究

### 組織

#### 学科
- 商経科
  - 商業実務専攻 入学定員125名[注釈 4]
  - 秘書専攻 入学定員150名[注釈 4]
- 経営情報科 入学定員150名[注 23]

#### 専攻科
- なし

#### 別科
- なし

#### 取得資格について
- 卒業と同時に取得できる国家資格などは特に設けられていないが、簿記検定や秘書検定など就職に有利な資格の取得支援を行っていた。

### 研究
- 『東邦学園短期大学女性自立支援センター 女性の「ひとりだち」への電話相談 相談員養成講座記録』[39]

## 学生生活

### 部活動・クラブ活動・サークル活動
- 東邦学園短期大学で活動していたクラブ活動
  - 体育系：バスケットボール・バレーボール・テニス・ボウリング・サッカー・ソフトボール・バドミントン・空手ほか
  - 文化系：華道・茶道・軽音楽ほか

### 学園祭
- 東邦学園短期大学の学園祭は「和丘祭」と呼ばれていた

## 大学関係者と組織

### 大学関係者組織
- 東邦学園短期大学の同窓会は「邦友会」と称する。

### 大学関係者一覧
歴代学長
- 島津康男：1994年4月〜
- 丸山惠也：2000年4月〜

## 施設

### キャンパス
- 1973年 4号館（下出記念館）が竣工される。
- 1981年 1号館（図書館）が竣工される。
- 1986年 情報教育センターが設置される。
- 1988年 5号館（スチューデントホール）が竣工される。

### 寮
- 東邦学園短期大学には、女子学生を対象とした学生寮があった。

## 対外関係

### 他大学との協定
- エベレット・コミュニティ・カレッジ：アメリカ

### 系列校
- 愛知東邦大学
- 東邦高等学校

## 社会との関わり
- 東邦コミュニティ・カレッジと称した社会人公開講座が催されていた。

## 卒業後の進路について

### 編入学・進学実績
- 商経科
  - 商業実務専攻：朝日大学・中京学院大学・静岡産業大学・東海学園大学・名古屋学院大学・日本福祉大学ほか
  - 秘書専攻：高岡法科大学・愛知学泉大学・鈴鹿国際大学ほか
- 経営情報科：愛知学院大学・中部大学・名古屋経済大学ほか

## 関連サイト
- 東邦学園短期大学について　(愛知東邦大学のページ)